# 斯帕諾瓦亞 (亞利桑那州)
薩帕諾瓦亞（英語：Sapano Vaya）是位於美國亞利桑那州皮馬縣的一個非建制地區。該地的面積和人口皆未知。

## 地理
薩帕諾瓦亞的座標為31°35′49″N 111°39′46″W / 31.59694°N 111.66278°W，而該地的平均海拔高度為1008米（即3307英尺）。